# Église Saint-Martin de Chapaize
Pour les articles homonymes, voir Église Saint-Martin.
L'église prieurale Saint-Martin de Chapaize est une église de la première moitié du XIe siècle, située dans la commune de Chapaize en France. Elle relève à ce titre de la paroisse Saint-Augustin-en-Nord-Clunisois, qui a son siège à Ameugny.

## Historique
Cette église est l'unique vestige d’un prieuré de bénédictins fondé au Xe siècle qui dépendait de l’abbaye Saint-Pierre de Chalon-sur-Saône, elle-même en association de prières avec l'abbaye de Saint-Martin d'Autun. 
La construction de l'église Saint-Martin de Chapaize débuta à la suite du passage du moine bâtisseur lombard Guillaume de Volpiano en 1021 et 1023, venu s'occuper du monastère Sainte-Marie de Chalon en mauvais état.

## Protection
Classée monument historique dès 1862, l'église Saint-Martin est l’une des plus anciennes églises romanes de Bourgogne.

## Culte
Édifice consacré du diocèse d'Autun relevant de la paroisse Saint-Augustin en Nord-Clunisois (siège à Ameugny) – qui en est affectataire au titre de la loi de 1905 –, l'église de Chapaize est, plusieurs siècles après sa construction, un lieu de culte catholique.

## Description

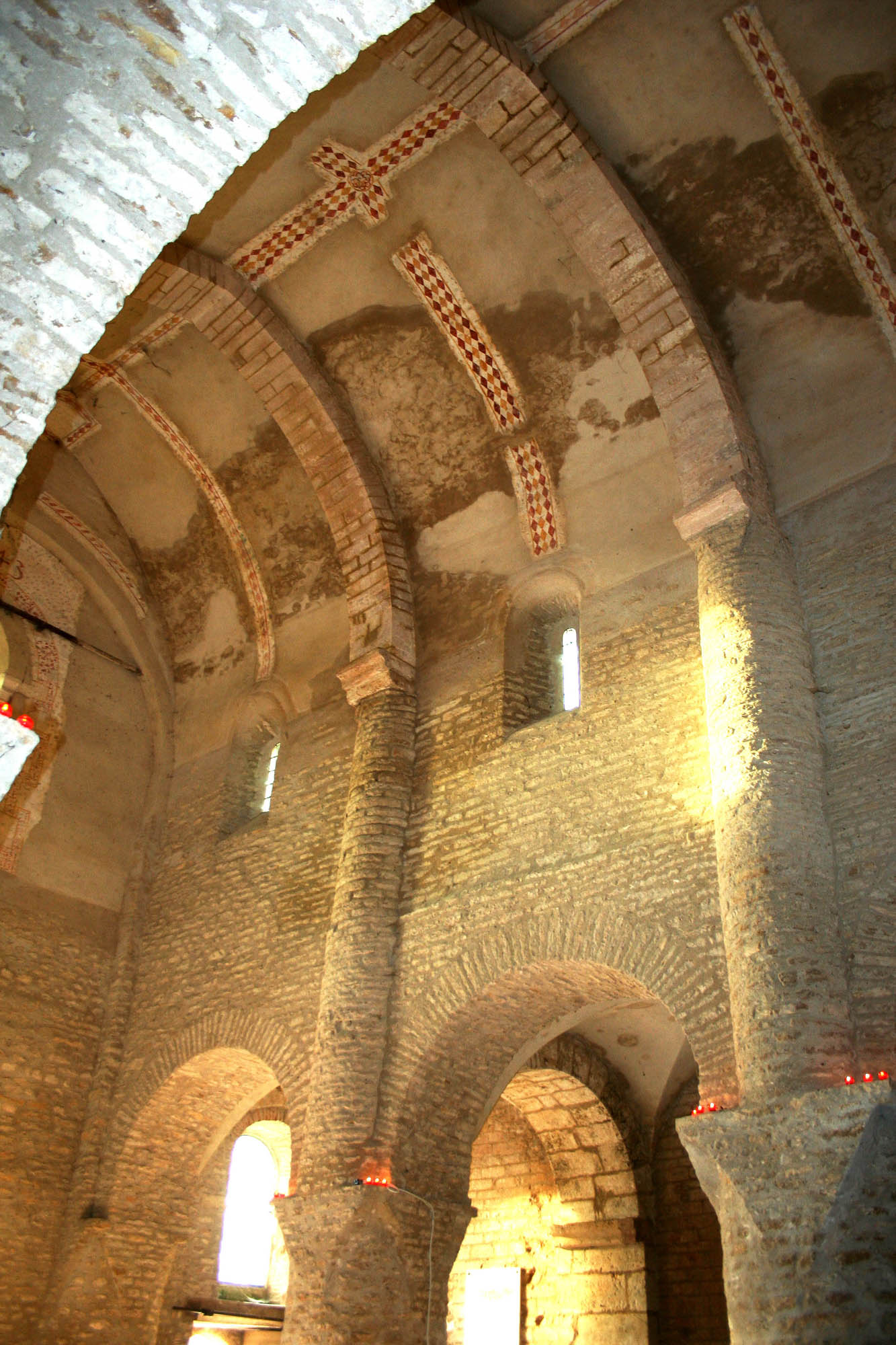
Vue de la nef.

Le plan de l'édifice est caractérisé par d'énormes piles rondes en petit appareil, qui courent d'un bout à l'autre de la prieurale (plan basilical). Les quatre derniers piliers vers l'est, identiques aux autres, portent le clocher.

### Le clocher
La grande renommée de cette église est due à l'originalité de son clocher roman du XIe siècle. Celui-ci domine la campagne environnante du haut de ses 35 mètres ; il est percé de baies jumelées sur ses deux étages supérieurs et a la forme d'un tronc de pyramide de plan barlong. Le clocher est implanté au-dessus de la croisée du transept. Il surmonte une coupole surhaussée. Sous cette coupole s'ouvre sur chaque face une petite baie en plein cintre, formant ainsi une des plus anciennes tours-lanternes de cette partie de la France actuelle, avec celles de Saint-Vorles à Châtillon-sur-Seine (21) et de Perrecy-les-Forges (71). Ce clocher est entièrement construit en petit appareil calcaire, et il est chaîné par des lésènes et des frises d'arceaux (dites "bandes et arcatures lombardes"), dont la composition diffère légèrement d'une face à l'autre. Il est également chaîné, au-dessus de la coupole, par une structure de bois insérée dans la maçonnerie.

### La nef
Construite vers 1030, la nef se compose de cinq travées élevées sur deux niveaux et flanquées de bas-côtés voûtés d'arêtes. La voûte centrale est en berceau sur doubleaux. Ces arcs-doubleaux sont appuyés intérieurement sur des demi-colonnes engagées s'élevant au-dessus des piliers des grandes arcades, et extérieurement sur des contreforts, montant des piliers ronds au droit des demi-colonnes engagées. Enfin, les retombées des arcs sur les murs extérieurs se font de la même manière : demi-colonnes (ou pilastres) engagé(e)s dans les maçonneries, à l'aplomb des gros piliers ronds, et contreforts externes, ce qui confère à l'ensemble de l'édifice une parfaite unité architecturale. On retrouve ce même système de supports à Saint-Philibert de Tournus. 
Toutes ces maçonneries étaient primitivement enduites à la chaux. Le décapage a été opéré il y a peu, au XXe siècle.
Les baies conservées d'origine sont étroites et dispensent une lumière parcimonieuse. Toutes celles qui le pouvaient ont été agrandies en 1543 (voir ci-dessous).

### La toiture
Originellement en tuiles creuses, la toiture est aujourd'hui en laves, donnant à l'ensemble de l'édifice un caractère minéral. Il n'y a pas de charpente : les laves sont posées directement sur la voûte.

## Les modifications duXVIesiècle

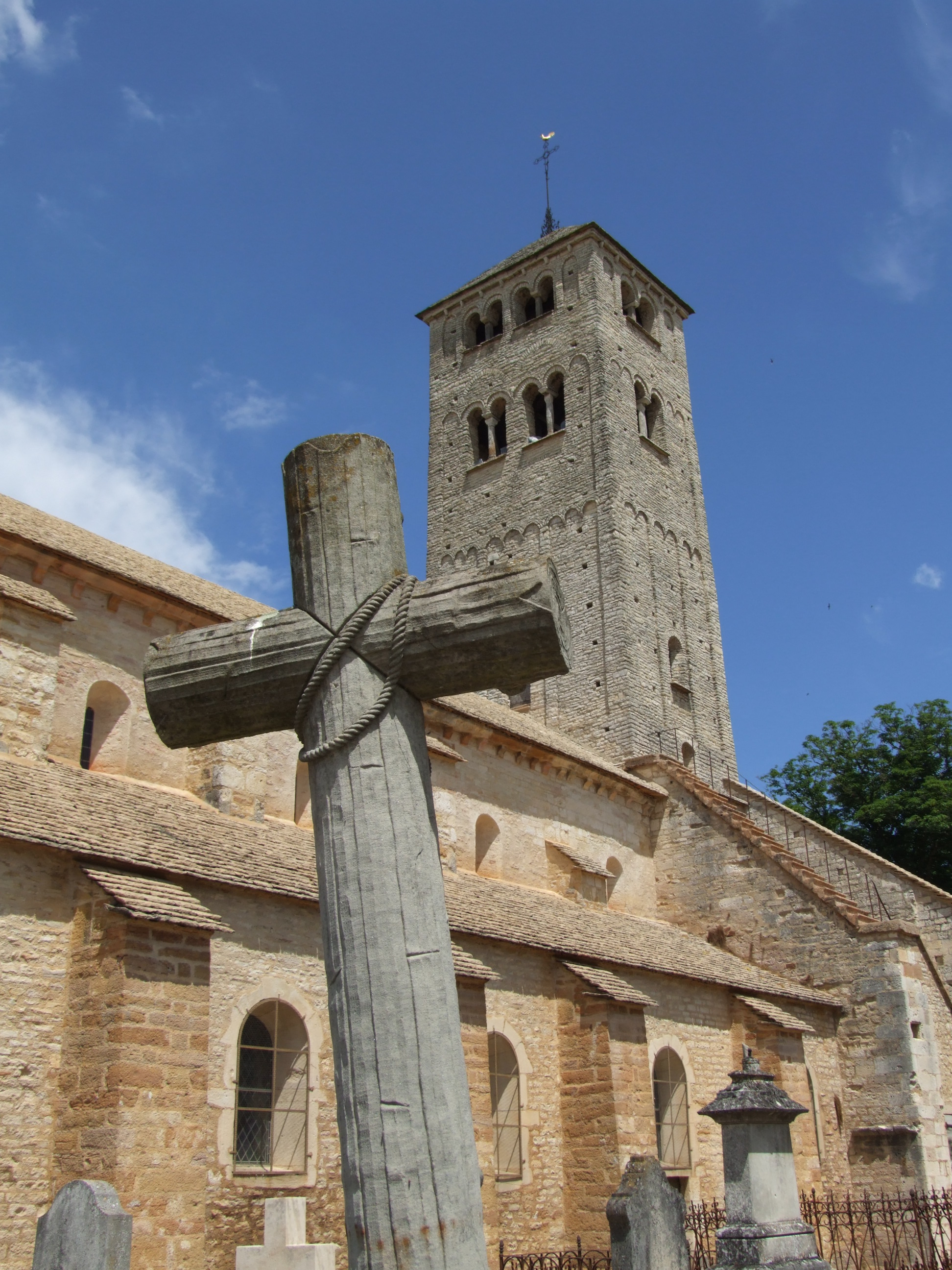

En 1543, une semi-reconstruction est intervenue. À la suite du dévers pris par les murs de la nef (encore très apparent aujourd'hui, particulièrement côté nord), la voûte romane du vaisseau central, en plein cintre, qui menaçait de s'écrouler, fut remplacée par une voûte en berceau brisé légèrement plus élevée, et le bas-côté nord fut rebâti en moyen appareil de pierre de taille. La façade occidentale fut percée d'une grande baie dans le style roman primitif. Les trois absides furent rebâties à neuf sur un plan plus ample, avec de nouvelles baies beaucoup plus grandes, éclairant largement le chœur. L'abbé de Saint-Pierre de Chalon, auteur de ces travaux, a pris soin d'indiquer chacune de ses interventions par des frises de peinture datées, donnant les indications par un code graphique (visible sur l'image ci-dessus). On peut remarquer le respect apporté, en plein XVIe siècle, au maintien du style roman de l'austère basilique monastique de l'an Mil. Ces travaux considérables et de grande qualité sont le fait de l'abbé commendataire Nicolas Ridolfi, petit-fils de Laurent de Médicis dit le Magnifique, cardinal, archevêque et évêque de plusieurs diocèses en Italie, abbé de St-Pierre de Chalon de 1535 à sa mort en 1550. Cependant, on ne sait rien de la participation personnelle de cet abbé-archevêque, ni s'il a fréquenté Chapaize avant, pendant ou après le chantier.

## Les sauvegardes duXXesiècle
En 1954, les quatre piles rondes supportant l'énorme clocher menaçaient de s'effondrer. Elles furent entièrement démontées et refaites en béton armé, garni extérieurement des moellons d'origine remis en place. Pendant ces travaux, des murs provisoires montés sous les grandes arcades de la croisée soutenaient la tour.
En 1969, sous l'impulsion du colonel Ernest de La Chapelle, a été créée une association œuvrant depuis un demi-siècle à la collecte des fonds nécessaires à la restauration des deux églises construites sur le territoire de la commune de Chapaize (Saint-Martin de Chapaize et l'église Notre-Dame de Lancharre) : l'Association des amis des églises de Chapaize.
Plusieurs campagnes de restauration ont marqué la fin du XXe siècle.

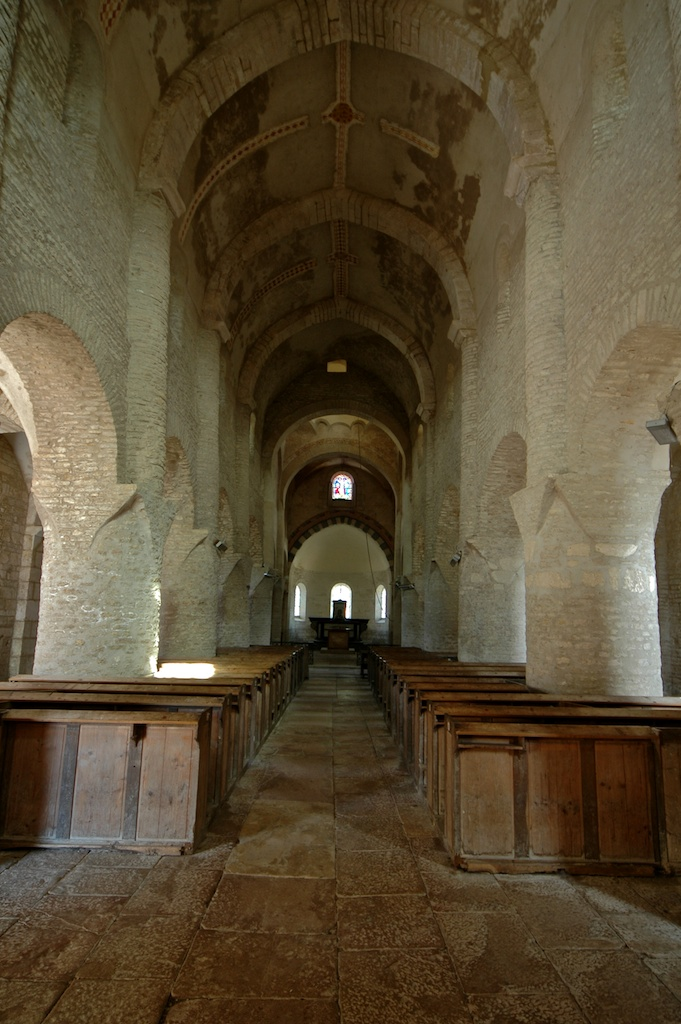
Voûte centrale
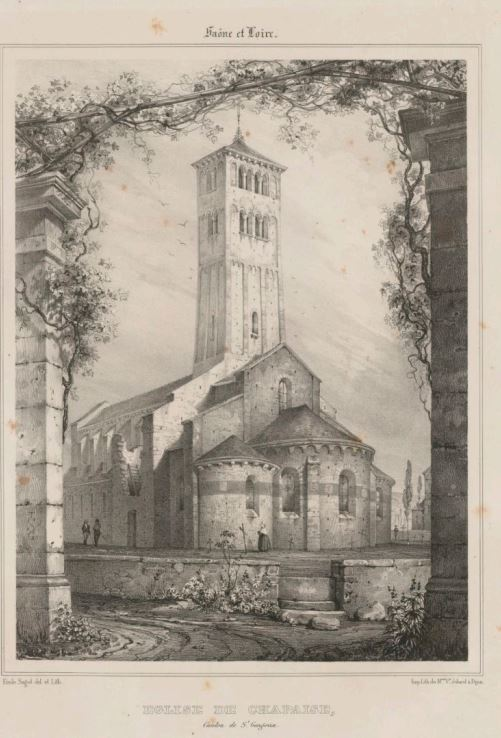
Dessin dans voyage pittoresque en Bourgogne ou Description historique et vues des monuments antiques, modernes et du Moyen âge.... impr. Vve Jobard, 1833-1835.

## Personnage célèbre
De 1751 à 1783, la paroisse eut pour curé Nicolas Genost de Laforest, prêtre connu pour ses chasses mémorables, mort au château de Lugny le 6 octobre 1783 après être tombé de cheval alors qu'il chassait en compagnie de Florent-Alexandre-Melchior de La Baume, comte de Montrevel et dernier seigneur de Lugny.

## Élément remarquable
- Présence d'une statue-colonne, parmi les plus anciennes connues en Occident, au haut de la face nord du clocher.